# عروسک‌خونه (برنامه تلویزیونی)

پوستر فراخوان سومین دورهٔ جشنوارهٔ عروسک‌خونه

عروسک خونه نام یک برنامهٔ تلویزیونی عروسکی است که از سال ۱۴۰۱ در قالب دو برنامهٔ «جشنوارهٔ عروسک‌خونه» و «کارگاه عروسک‌خونه» در شبکهٔ کودک تلویزیون ایران پخش می‌شود. فاطمه امینی و مریم کاظمی بازیگران این برنامه هستند که در این مدت در کنار شخصیت عروسکی گودرز به ایفای نقش پرداخته‌اند. علی خواجه تهیه کنندهٔ مجموعهٔ تلویزیونی عروسک‌خونه و دبیر جشنوارهٔ عروسک‌خونه است. همچنین عطیه ایزدخواه کارگردانی فصل اول و دوم این مجموعهٔ تلویزیونی را برعهده داشت.
فراخوان سومین دورهٔ جشنوارهٔ عروسک‌خونه نیز منتشر شده و قرار است در سال ۱۴۰۴ برگزار شود.

## دورهٔ اول جشنوارهٔ عروسک‌خونه

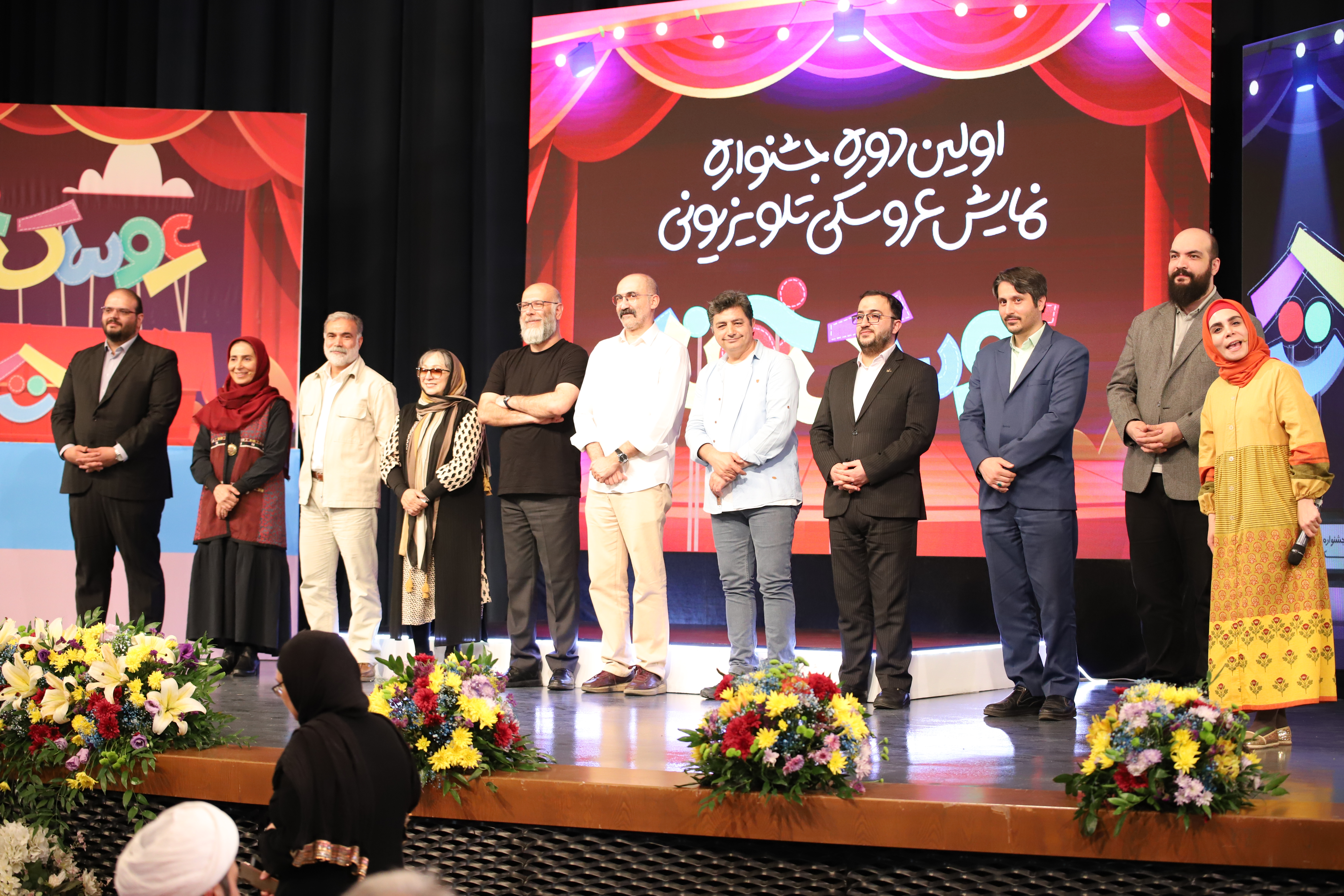
اختتامیهٔ دورهٔ اول جشنوارهٔ عروسک خونه - کانون پرورشی و فکری کودکان و نوجوانان خیابان حجاب - اردیبهشت ۱۴۰۲

در زمستان سال ۱۴۰۱، شبکهٔ کودک یک جشنوارهٔ نمایش عروسکی برگزار کرد. این جشنواره با حضور گروه‌های مختلف نمایشگران عروسکی از ۱۴استان ایران برگزار شد. گروه‌های نمایش، با نمایش‌های عروسکی در قالب‌های عروسک دستکشی یا ماپت، بونراکو، خیمه‌شب‌بازی، عروسک میله ای، عروسک کاغذی و … در این جشنواره با یکدیگر به رقابت پرداختند. این نمایشها در فروردین ۱۴۰۲ در بطن مجموعهٔ تلویزیونی «عروسک‌خونه» از شبکهٔ کودک تلویزیون پخش می‌شدند. سه گروه برتر توسط آرای مردمی در شاد (نرم‌افزار) انتخاب شدند.
در اولین دورهٔ این جشنواره، ۳۶ اثر به دبیرخانهٔ این جشنواره ارسال شد و هیئت انتخاب جشنواره پس از بازبینی فیلم‌های دریافتی، ۲۰ اثر را برای حضور در بخش رقابتی جشنواره و پخش در تلویزیون انتخاب کردند. در دورهٔ اول، برای ۲۰ نمایش عروسکی، حدود ۱۹ میلیون و ۹۰۰ هزار رای ثبت شد.

در اختتامیهٔ این جشنواره که با مشارکت کانون پرورش فکری کودکان و نوجوانان و با حضور هادی حجازی‌فر، محمد بحرانی و امیر فیضی به عنوان هنرمندان عروسکی برگزار شد، سه گروهی که بیشترین رای مردمی را کسب کرده بودند به عنوان برندگان بخش مسابقه معرفی شدند. همچنین در بخش نکوداشت جشنواره از مریم سعادت و محمد اعلمی به عنوان پیشکسوتان نمایش عروسکی، تجلیل شد. عروسک جناب‌خان نیز با صداپیشگی محمد بحرانی، بعد از مدتها در اختتامیه این جشنواره در تلویزیون حاضر شد.
| **       | نام نمایش              | کارگردان      | تعداد رأی مثبت |
| -------- | ---------------------- | ------------- | -------------- |
| رتبهٔ اول | عمو زنجیرباف           | عاطفه خالصی‌فر | ۹۴۸٫۰۰۲        |
| رتبهٔ دوم | دختر کوچولو            | طیبه آنجدانی  | ۹۴۴٫۲۴۴        |
| رتبهٔ سوم | جیک جیک کی منو می‌خوره؟ | سمیه حسین‌نژاد | ۹۴۱٫۷۲۱        |

کتاب دورۀ اول جشنواره

## دورهٔ دوم جشنوارهٔ عروسک‌خونه

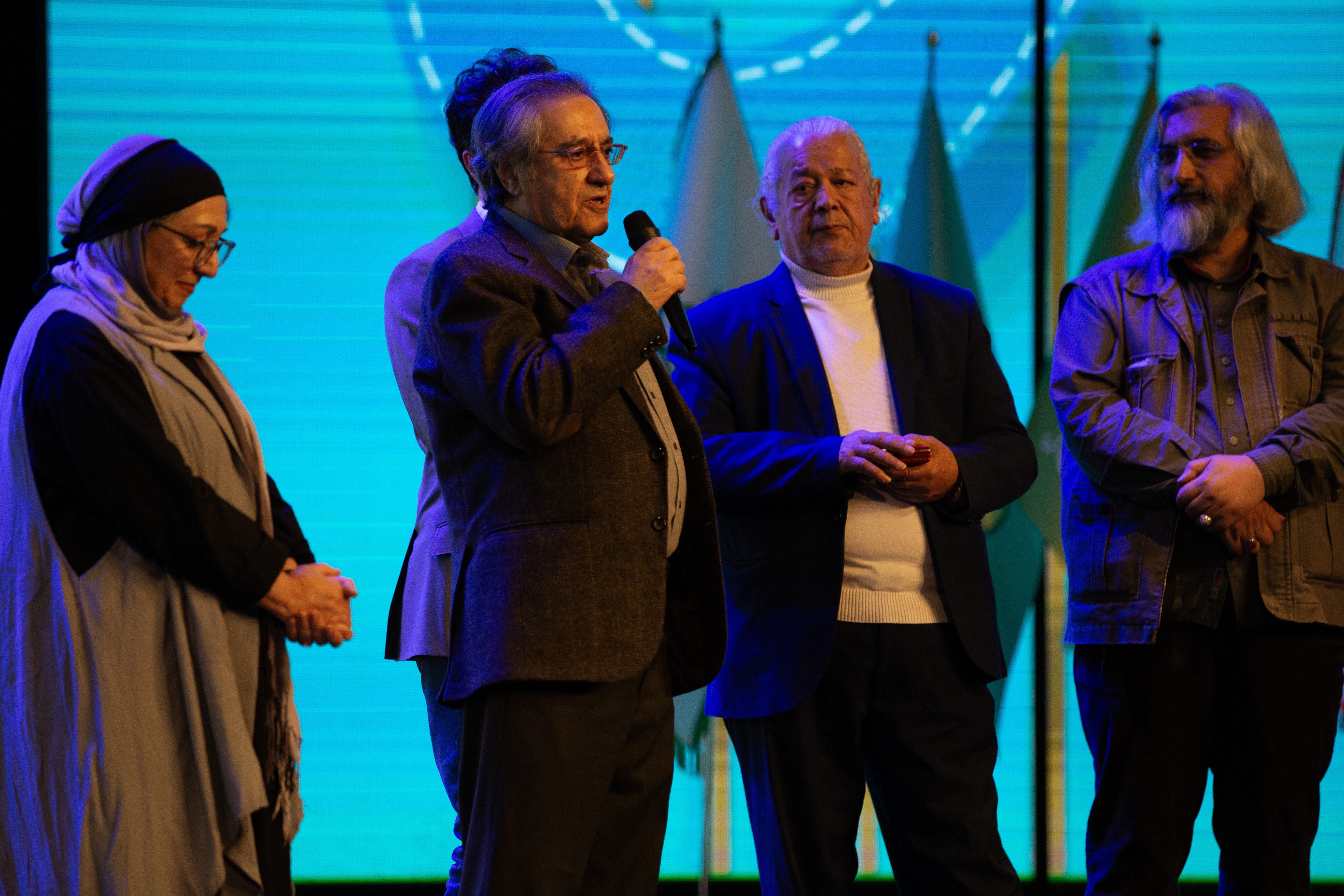
نکوداشت حسن دادشکر - اختتامیهٔ دورهٔ دوم جشنوارهٔ عروسک‌خونه - سالن همایش‌های برج میلاد - اردیبهشت ۱۴۰۳

جشنوارهٔ عروسک‌خونه در سال دوم با همکاری انجمن نمایشگران عروسکی خانۀ تئاتر برگزار شد. در این دوره ۷۰ اثر به دبیرخانهٔ این جشنواره ارسال شد و ۲۲ اثر به بخش مسابقه راه یافت. پس از اخذ حدود ۲۰ میلیون رای، سه گروه برتر انتخاب شدند و در کنار برگزیدگان بخشهای تخصصی در اختتامیه جوایز خود را دریافت نمودند. هیئت داوران بخش‌های تخصصی عبارت بودند از محمد بحرانی، امیر سلطان‌احمدی، سارا روستاپور، فاطمه امینی، حسین نعیمی ذاکر و سمیه عبدالله‌زاده.
در اختتامیهٔ سال دوم، عادل بزدوده و حسن دادشکر به عنوان دو پیشکسوت حوزهٔ نمایش عروسکیدر حضور هنرمندانی چون رضا فیاضی، مریم سعادت، محمد بحرانی، هومن حاجی‌عبداللهی، وحید آقاپور، محمد لقمانیان و مهدی صبایی و همچنین آقایان وحید جلیلی، محسن برمهانی، محمد صادق باطنی و مجید اکبرشاهی، مدیران سازمان صدا و سیما، نکوداشت و تجلیل به عمل آمد. (تصاویر)
| ***      | نام نمایش               | نام کارگردان   | تعداد رأی |
| -------- | ----------------------- | -------------- | --------- |
| رتبهٔ اول | هاجر عروسی داره         | عاطفه خالصی‌فر  | ۱٫۱۲۵٫۷۲۷ |
| رتبهٔ دوم | کی بود کی بود من نبودم! | علیرضا محزون   | ۱٫۰۹۶٫۱۲۳ |
| رتبهٔ سوم | کفشدوزک بداخلاق         | آزاده رسالت‌منش | ۱٫۰۸۷٫۷۲۴ |

| بخش                | نام نمایش               | نام کارگردان                | ***           |
| ------------------ | ----------------------- | --------------------------- | ------------- |
| کارگردانی          | جادوی مهربانی           | فاطمه موسوی ثابت            | تندیس جشنواره |
| کارگردانی          | کی از همه پرزورتره؟     | عفت سخائیان                 | دیپلم افتخار  |
| کارگردانی          | خرگوشک و رودخانه        | زهرا طباطبایی               | دیپلم افتخار  |
| نمایشنامه          | جادوی مهربانی           | فاطمه موسوی ثابت            | تندیس جشنواره |
| نمایشنامه          | خرگوشک و رودخانه        | زهرا طباطبایی               | دیپلم افتخار  |
| عروسک‌گردانی        | جادوی مهربانی           | فاطمه موسوی ثابت            | تندیس جشنواره |
| عروسک‌گردانی        | آدم‌های بافرهنگ          | رضا فقیهی                   | دیپلم افتخار  |
| صداپیشگی           | مورچه‌های بامزه ۲        | سهیلا میرزاخانی             | تندیس جشنواره |
| صداپیشگی           | امانت‌فروشی آمیرزا       | مرجان خرسند                 | دیپلم افتخار  |
| صداپیشگی           | کفشدوزک بداخلاق         | آزاده رسالت‌منش              | دیپلم افتخار  |
| طراحی و ساخت عروسک | راز                     | سیده معصومه زیوری           | تندیس جشنواره |
| طراحی و ساخت عروسک | خرگوشک و رودخانه        | زهرا طباطبایی               | دیپلم افتخار  |
| طراحی هنری         | شازده کوچولو            | رعنا گرشاسبی                | تندیس جشنواره |
| طراحی هنری         | مترسک و آدم‌برفی         | حدیثه مرادی                 | دیپلم افتخار  |
| طراحی هنری         | خورشید خانم کجایی؟      | مهری فربدزاده-الهه شیرمحمدی | دیپلم افتخار  |
| بازیگری            | کی بود کی بود من نبودم! | علیرضا محزون                | دیپلم افتخار  |

| بخش                       | نام نمایش        | نام کارگردان   |
| ------------------------- | ---------------- | -------------- |
| خلاقیت و انتقال معنا      | دو دریچه         | مهدیه زراعتی   |
| توجه به فرهنگ و ارزش بومی | پهلوون کچل       | هانیه هادی‌نژاد |
| همبستگی خانوادگی و گروهی  | سرزمین شادی‌ها    | محمد پورصالحی  |
| بداهه پردازی و طنز        | بی‌بی نبات و قندک | رضا محزون      |

## کارگاه عروسک‌خونه

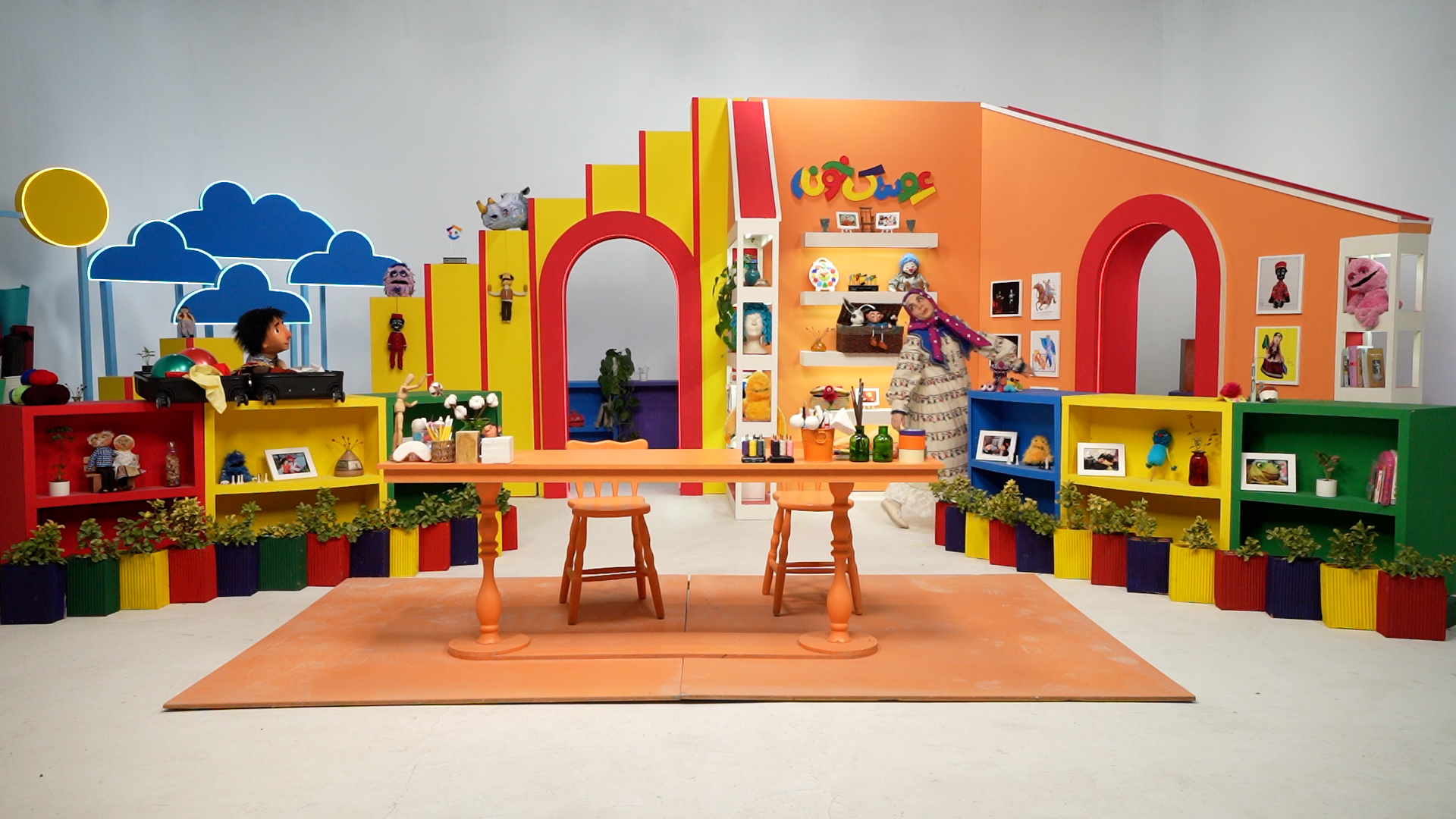
دکور برنامهٔ «کارگاه عروسک‌خونه»

به عنوان اسپین‌آفی از مجموعهٔ تلویزیونی «عروسک‌خونه»، برنامهٔ تلویزیونی «کارگاه عروسک‌خونه» از بهمن ۱۴۰۳ از شبکهٔ کودک آغاز به پخش کرد. فاطمه امینی به همراه شخصیت عروسکی گودرز اجرای این برنامه را برعهده دارد. در راستای ترویج نمایش عروسکی، در این برنامه نمایش‌های عروسکی کودکان سراسر ایران که در خانه یا مدرسه ساخته‌اند و برای برنامه ارسال کرده‌اند پخش می‌شود.